# 西卡人
西卡人，是生活在印尼弗洛勒斯岛東部布洛克河和納潘河之間的民族，人口約237000人。
他們的語言西卡語屬南島語系中央馬來-玻里尼西亞語分支，可分為三個方言分支:Sikka Natar支、Sara Krowe支和Sara Tana 'Ai支三組。他們主要信仰天主教。

## 帝汶西卡人
帝汶西卡人是一個麥士蒂索人民族，是由在葡屬帝汶葡萄牙駐軍、Bidau和Moradores混合形成。至於語言，他們最早保留他們原來的馬來語，但後來改用克里奧爾葡萄牙語。 今天，他們已經被吸收到西卡人中，不再形成自己獨特的群體。